# Peach County
Peach County är ett administrativt område i delstaten Georgia, USA, med 27 695 invånare.  Den administrativa huvudorten (county seat) är Fort Valley.  

## Geografi
Enligt United States Census Bureau så har countyt en total area på 392 km². 391 km² av den arean är land och 1 km² är vatten.

### Angränsande countyn
- Bibb County, Georgia - nord
- Houston County, Georgia - öst
- Crawford County, Georgia - nordväst
- Taylor County, Georgia - väst
- Macon County, Georgia - sydväst